# Useragent
De useragent, user agent of gebruikersagent is het computerprogramma dat bij een netwerkfunctie of protocol hoort. In de context van e-mail bijvoorbeeld duidt 'useragent' het e-mailprogramma aan waarmee e-mail wordt opgehaald. In de context van webpagina's geeft useragent aan welke webbrowser wordt gebruikt.

## Voorbeelden voor webbrowsers
| Browser                 | Besturingssysteem   | Useragent |
| ----------------------- | ------------------- | --- |
| Internet Explorer 7.0   | Windows Server 2008 | Mozilla/4.0 (compatible; MSIE 7.0; Windows NT 6.0; SLCC1; .NET CLR 2.0.50727)                                          |
| Internet Explorer 7.0   | Windows Vista       | Mozilla/4.0 (compatible; MSIE 7.0; Windows NT 6.0)                                                                     |
| Safari v125             | macOS               | Mozilla/5.0 (Macintosh; U; PPC Mac OS X; en) AppleWebKit/124 (KHTML, like Gecko) Safari/125                            |
| Google Chrome V 0.2.149 | Windows XP          | Mozilla/5.0 (Windows; U; Windows NT 5.1; en-US) AppleWebKit/525.13 (KHTML, like Gecko) Chrome/0.2.149.30 Safari/525.13 |
| Opera 7.23              | Windows 98          | Opera/7.23 (Windows 98; U) [en]                                                                                        |
| Mozilla Firefox 3.0     | Windows XP          | Mozilla/5.0 (Windows; U; Windows NT 5.1; nl; rv:1.9) Gecko/2008052906 Firefox/3.0                                      |
| Konqueror 3.5           | Fedora Core 6       | Mozilla/5.0 (compatible; Konqueror/3.5; Linux) KHTML/3.5.4 (like Gecko)                                                |

## Voorbeelden voor andere software
| Software                 | Useragent                                                                |
| ------------------------ | ------------------------------------------------------------------------ |
| Google Webcrawler        | Mozilla/5.0 (compatible; Googlebot/2.1; +http://www.google.com/bot.html) |
| LWP (Perl)               | libwww-perl/5.812                                                        |
| Nikto webscanner         | Mozilla/4.75 (Nikto/2.02 )                                               |
| WeBBuddy website monitor | WeBBuddy/4.3 (+http://www.webbuddy.nl/)                                  |

## Gebruik van useragent op het www
De useragent van een browser kan worden getoond door een HTML-pagina met het volgende eenvoudig JavaScript in de browser te openen:
```
<script>
  document.write(navigator.userAgent);
</script>
```

In webpagina's wordt de useragent soms gebruikt om de webpagina aan te passen aan de specificaties van de browser (browser sniffing). Dit om het probleem op te lossen dat browsers verschillend omgaan met de code van webpagina's (HTML, DHTML, JavaScript, CSS). Meestal levert deze oplossing weer andere problemen op:
- Er bestaat een enorm aantal browsers en browserversies, die ook nog per platform (besturingssysteem) verschillen. Het is ondoenlijk om daar allemaal mee rekening te houden. Ook komen er steeds nieuwe browsers en browserversies uit, dus de test op useragent moet voortdurend worden aangepast.
- Bij sommige browsers (bijvoorbeeld Opera) bestaat de mogelijkheid om zelf de useragent aan te passen. Opera kan zich aanmelden alsof het Internet Explorer is. Deze mogelijkheid is ingebouwd, omdat veel webpagina's geen rekening houden met de browser Opera en een melding geven dat de pagina niet vertoond kan worden. Deze mogelijkheid van browsers houdt echter tegelijk in dat de useragent niet per se iets hoeft te zeggen over de gebruikte browser.
- Bij de meeste browsers kan de gebruiker zelf voorkeuren instellen die de functionaliteit van de browser aanpast, bijvoorbeeld ondersteuning voor JavaScript uitzetten of beperken. Ook hierdoor wordt het nut van het gebruik van de useragent als filter voor webpagina's beperkt.
- Diverse websites vereisen registratie om toegang tot de achterliggende pagina's te verkrijgen. Enkele van deze websites geven echter vrij toegang aan de UserAgent 'Googlebot/2.X (+http://www.googlebot.com/bot.html)' om zodoende hun website wel gespiderd te krijgen door Google. Door de UserAgent van de browser aan te passen (dit kan bijvoorbeeld bij Opera of Mozilla Firefox) is de inhoud vrij toegankelijk zonder registratie.